# Cou Šou-i
Cou Šou-i (čínsky pchin-jinem Zōu Shǒuyì, znaky tradiční 鄒守益; 1491–1562) byl čínský úředník a neokonfuciánský filozof žijící a působící v mingské Číně.

## Jména
Cou Šou-i používal zdvořilostní jméno Čchien-č’ (čínsky pchin-jinem qiānzhī, znaky tradiční 謙之) a literární pseudonym Tung-kchuo (čínsky pchin-jinem Dōngkuò, znaky tradiční 東廓).

## Život a dílo
Rodina Cou Šou-iho pocházela z okresu An-fu v provincii Ťiang-si (v prefektuře Ťi-an). Studoval konfuciánské klasiky, skládal úřednické zkoušky a roku 1511 složil i jejich nejvyšší stupeň, palácové zkoušky a získal hodnost ťin-š’. Jedním ze zkoušejících byl Wang Jang-ming, který jeho zkušební práci postavil na první místo, v celkovém hodnocení byl Cou Šou-i třetí.
Po zkouškách nastoupil úřednickou kariéru v akademii Chan-lin, později sloužil v různých funkcích, naposled jako kancléř státní univerzity kuo-c’-ťien v Nankingu. Po odchodu ze státní služby strávil následující dvě desetiletí studiem a vyučováním konfucianismu.
Jako konfucián přešel od školy Čcheng-Ču k učení Wang Jang-minga. Mezi žáky wang Jang-minga je řazen do ťiangjouské Wangovy školy, která Wangovo učení interpretovala nejpřesněji. Z konfuciánské literatury při výuce využíval zejména Učení středu (Čung-jung) a Velké učení; zabýval se vztahem Cesty (Tao) a konkrétních předmětů, přičemž soudil, že obojí je projevem téže podstaty světa.